# Natalja Nikolajewna Solowjowa
Natalja Nikolajewna Solowjowa (russisch Наталья Николаевна Соловьёва; * 21. Oktober 1982) ist eine russische Biathletin mit der Spezialisierung auf den Crosslauf-Sommerbiathlon.
Natalja Solowjowa nahm erstmals in Forni Avoltri an den Sommerbiathlon-Weltmeisterschaften 2003 teil und wurde nach einem siebten Platz im Sprint Elfte in der Verfolgung und Fünfte im Massenstart. Im Staffelwettbewerb gewann sie mit Anna Sotnikowa und Olga Burowa die Goldmedaille vor den Ukrainerinnen. Es dauerte drei Jahre, bis die Russin in Cēsis bei den Sommerbiathlon-Europameisterschaften 2006 erneut erfolgreich antreten konnte. Im Massenstartwettbewerb gewann sie hinter Jewgenija Michailowa und Nadeschda Starik die Bronzemedaille. Noch erfolgreicher verliefen die kontinentalen Titelkämpfe 2007 in Tyssowez. Sie gewann das Sprintrennen und wurde hinter Switlana Krikontschuk Zweite im Massenstart. Eine zweite Silbermedaille gewann Solowjowa mit Michailowa, Iwan Bogdanow und Alexei Kowjasin mit der Staffel hinter der Vertretung der Ukraine. Nicht ganz so erfolgreich verlief die Weltmeisterschaft 2007 in Otepää mit einem 12. Rang im Sprint und Platz acht in der Verfolgung. Etwas besser verlief die Weltmeisterschaft im folgenden Jahr in der Haute-Maurienne. Die Russin wurde Neunte im Sprint und verbesserte sich in der Verfolgung auf den fünften Platz. Auch bei der Europameisterschaft 2008 in Bansko, wo Solowjowa erneut hinter Jekaterina Sidorenko und Starik Bronze gewann, erreichte sie wiederum gute Resultate. Nicht ganz so gut verliefen die Sommerbiathlon-Europameisterschaften 2009 in Nové Město na Moravě, wo Solowjowa erstmals seit 2006 keine Medaille gewann. Im Sprint wurde sie Neunte, im Massenstart 13. Auch 2010 in Osrblie verpasste sie als Achte des Sprints und Sechste der Verfolgung nicht nur eine Medaille, sondern auch die Qualifikation für die siegreiche russische Mixed-Staffel. Dieser gehörte sie wieder 2011 in Martell an, wo sie mit Olga Prokopjewa, Alexander Katschanowski und Sergei Balandin den Titel gewann. Zudem wurde sie hinter Pavla Schorná und Prokopjewa Dritte im Sprint und gewann hinter Schorná die Silbermedaille in der Verfolgung.